# نورمان كونواي
نورمان كونواي (بالإنجليزية: Norman Conway)‏ هو سياسي أمريكي، ولد في 11 يناير 1942 في سالزبوري في المملكة المتحدة. حزبياً، نشط في الحزب الديمقراطي. وقد انتخب عضو مجلس النواب لولاية ماريلند.